# Estádio Olímpico de Melbourne
O Estádio Olímpico de Melbourne é um estádio multiuso localizado na Olympic Boulevard, em Melbourne, Austrália. O estádio foi construído como um local de treinamento de atletismo para as Olimpíadas de 1956, a uma curta distância do Melbourne Cricket Ground, que serviu como Estádio Olímpico. Ao longo dos anos, foi a casa do time de rúgbi Melbourne Storm e do time da A-League Melbourne Victory ; ao longo de sua existência, o estádio sediou eventos de atletismo.
O estádio foi demolido em 2012 e substituído por um campo de futebol australiano. Este novo campo, o Olympic Park Oval, tem sido usado pelo Collingwood Football Club para fins de treinamento, sendo adjacente ao Melbourne Sports and Entertainment Centre.

## Uso anterior
O estádio tinha iluminação adequada para competições noturnas de atletismo, bem como uma pista de atletismo de padrão mundial que foi reformada em 1997, tendo o estádio sido remodelado pela última vez em 1998. A pista de atletismo foi reformada novamente em 2010 para o campeonato nacional. Até 2009, o estádio foi a casa do time (NRL), o Melbourne Storm. Foi a casa dos jogos do Melbourne Victory (A-League) por duas temporadas (2005–2007). O Parque Olímpico tinha capacidade para 18.500 espectadores, com 11.000 lugares.

### Atletismo
Os atletas australianos competiram na pista por mais de cinquenta anos e o local sediou doze campeonatos nacionais. Treze recordes mundiais de atletismo foram estabelecidos no estádio, com a saltadora com vara Emma George estabelecendo quatro entre 1995 e 1998.

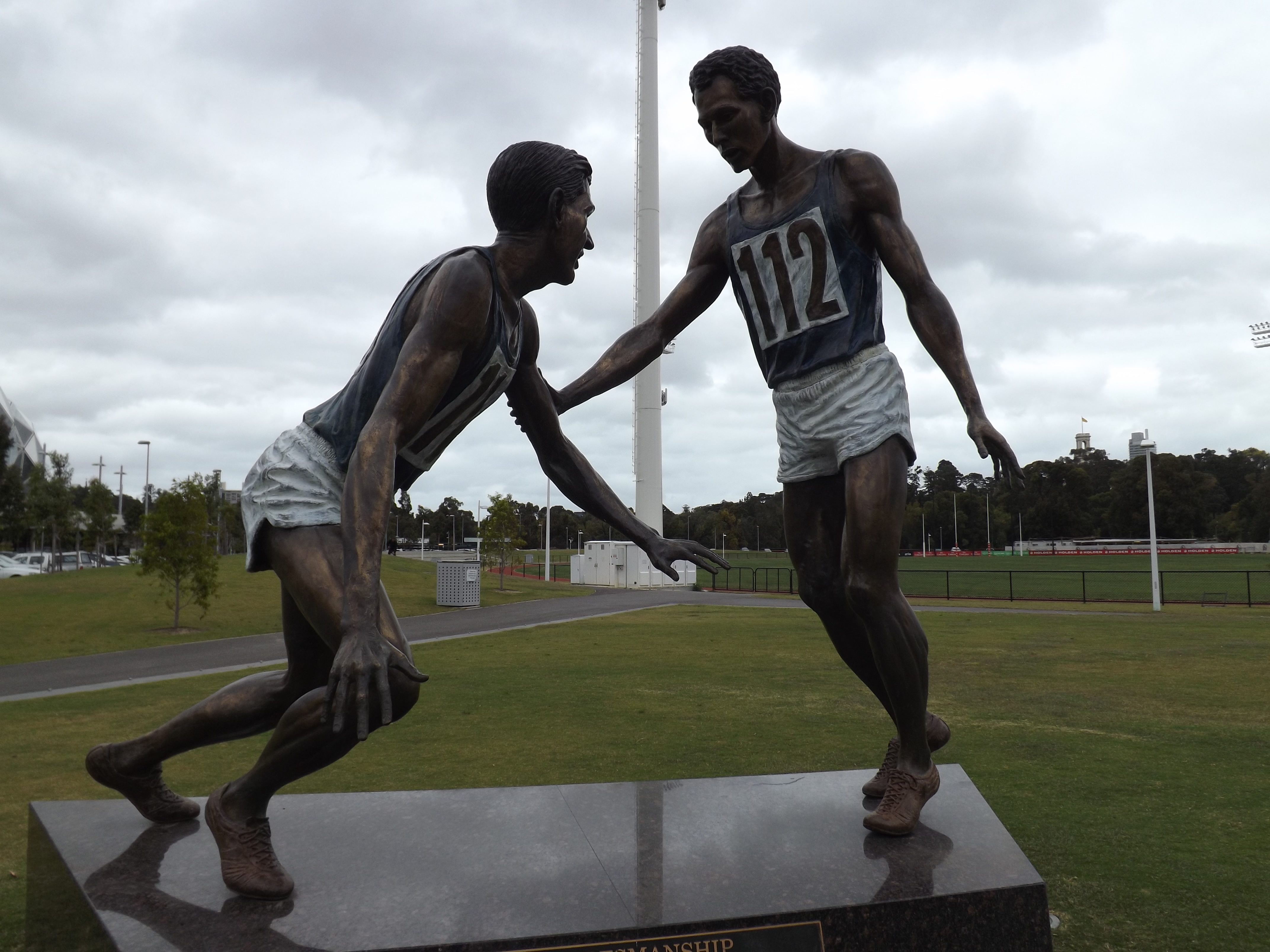
Escultura de Mitch Mitchell e John Landy

O astro do corredor australiano de meia distância John Landy participou de uma corrida memorável no Campeonato Nacional de 1956, onde parou durante o campeonato de milha para ajudar o campeão júnior falecido, Ron Clarke. As ações de Landy, diante de uma multidão de 22.000 pessoas foram descritas como 'o melhor momento esportivo da história do esporte'. Landy venceu o evento com muitos comentaristas acreditando que a parada lhe custou o recorde mundial. Uma fotografia da queda foi nomeada a 'Melhor Fotografia Esportiva Australiana do Século XX'.

### Futebol
O Parque Olímpico foi o primeiro estádio na Austrália a ser reconhecido oficialmente pela FIFA como um campo de futebol. A partir de meados da década de 1950, o local foi considerado a casa não oficial do futebol em Victoria.[carece de fontes?] Ele regularmente sediava jogos importantes da Liga Estadual de Vitória, incluindo finais da Copa Dockerty e jogos de times estrangeiros em turnê. O estádio também sediou partidas de qualificação para a Copa do Mundo FIFA, partidas do Campeonato Mundial Juvenil da FIFA de 1993, e partidas da fase de grupos da competição de futebol das Olimpíadas de 1956.